# 中ノ庄駅
中ノ庄駅（なかのしょうえき）は、滋賀県大津市中庄二丁目にある、京阪電気鉄道石山坂本線の停留場。駅番号はOT06。

## 歴史
対キロ区間制導入以前は、滋賀里駅などと同様、区間制運賃区界の境目にもなっていた。

### 年表
- 1913年（大正2年）5月1日：大津電車軌道膳所（現・膳所本町駅） - 別保（現・粟津駅）間開通と同時に開業。
- 1927年（昭和2年）1月21日：会社合併により琵琶湖鉄道汽船の停留場となる。
- 1929年（昭和4年）4月11日：会社合併により京阪電気鉄道石山坂本線の停留場となる。
- 1943年（昭和18年）10月1日：会社合併により京阪神急行電鉄（現・阪急電鉄）の停留場となる。
- 1945年（昭和20年）
  - 5月15日：輸送混乱防止のため、営業を休止。
  - 12月2日：営業再開。
- 1949年（昭和24年）12月1日：会社分離により改めて京阪電気鉄道の停留場となる。

## 停留場構造
千鳥式配置の2面2線のホームを持つ地上駅。踏切を挟んで北側に石山寺方面行ホームと駅舎、南側に坂本方面行のホームがある。
石山寺方面行駅舎には改札窓口があるが、当駅は無人駅である。坂本方面行ホームには前述したとおり駅舎がなく、直接ホームに入る形になっている。PiTaPa(ICOCA)利用時には専用のカードリーダーにかざして出入りする。

### のりば
| ホーム | 路線        | 方向 | 行先                           |
| ------ | ----------- | ---- | ------------------------------ |
| 駅舎側 | ▼石山坂本線 | 上り | 石山寺方面                     |
| 反対側 | ▼石山坂本線 | 下り | びわ湖浜大津・坂本比叡山口方面 |

- ホーム有効長は2両。のりば番号は設定されていない。

## 停留場周辺
民家が多いが、商店が点在する。西へ進むと唯伝寺を経て大津市立膳所小学校に至る。旧東海道は駅東側の十字路で西から北へ方角を変えて、膳所城址付近へ抜ける。その旧街道の東には膳所公園団地という集合住宅がある。
- 大津市立膳所小学校
- 大津市立膳所幼稚園
- 唯伝寺
- 安昌寺
- 篠津神社
- フィガロホール（コンサートホール）
- 国道1号
- 滋賀県道102号大津湖岸線
- 旧東海道
- 近江鉄道バス「本丸町」停留所 - 湖岸線

## 隣の停留場
京阪電気鉄道
▼石山坂本線
瓦ヶ浜駅 (OT05) - 中ノ庄駅 (OT06) - 膳所本町駅 (OT07)